# Tomb Raider: Legend
Tomb Raider: Legend ist ein Action-Adventure und der siebte Teil der Computerspielreihe Tomb Raider. Er erschien im April 2006 für die Spielkonsolen PlayStation 2, Xbox 360, Nintendo GameCube sowie für Windows. In der 2011 erschienenen PlayStation-3-Version Tomb Raider Trilogy sind neben Legend auch die Teile Anniversary und Underworld vertreten.

## Handlung
Vor Beginn des Spiels wird in Form eines Intros dargestellt, wie die neunjährige Lara ihre Mutter verlor: Beide stürzten im tiefsten Himalaya mit ihrem Flugzeug ab, konnten sich aber in ein verlassenes Kloster retten. Während sich ihre Mutter auf die Suche nach etwas Feuerholz machte, erkundete Lara das Kloster näher: Sie fand eine Steinformation, in deren Öffnung ein Schwert steckte. Sie drückte das Schwert in diese Öffnung, woraufhin sich ein riesiger Ring aus dem Boden erhob. Darin sahen die beiden ein grünes Licht und Laras Mutter sprach durch eine Art von Spiegel mit jemand Unbekanntem, den Lara weder sehen noch verstehen konnte. Laras Mutter zog plötzlich in Panik das Schwert heraus und verschwand für immer in einem grünen Lichtblitz.
Der Beginn des Spiels führt Lara nach Tiwanaku in Bolivien. Dort sucht sie eine Steinestrade. Als sie diese findet, trifft sie auf einen unbekannten Mann, der ihr einen Teil des sagenumwobenen Schwertes Excalibur zeigt und im Gespräch einen Ort namens Paraiso und den Namen „Amanda“ fallen lässt, eine alte Freundin von Lara, die als Studentin bei einer Ausgrabungsstätte in Paraiso vermeintlich ums Leben kam. Der Unbekannte stellt sich als James W. Rutland Jr. heraus.
Dann reist Lara nach Paraiso in Peru, um herauszufinden, ob Amanda dort wirklich gestorben ist. Als Lara und Amanda vor Jahren die dortige Ausgrabungsstätte erforschten, erweckten sie versehentlich ein unbekanntes Wesen, das alle Expeditionsmitglieder bis auf Lara tötete. Durch das Gespräch mit Rutland eröffnet sich für Lara die Möglichkeit, dass Amanda das damalige Abenteuer überlebt hat. Sie findet heraus, dass der japanische Yakuza-Boss Shogo Takamoto ein Excalibur-Fragment besitzt, sie tötet ihn im Kampf und erlangt das Artefakt. Anschließend trifft sie in Ghana wieder auf Rutland, der dort vergeblich den Ghalali-Schlüssel sucht, der das Schwert wieder zusammenfügen kann. Lara besiegt auch ihn und nimmt sein Schwertteil an sich, lässt ihn jedoch am Leben.
Als Lara in Kasachstan nach einem weiteren Fragment des Schwertes sucht, bestätigt sich ihr Verdacht: Amanda hat aus dem Grab in Peru fliehen und ihr Leben retten können. Sie hat nun die Kontrolle über das unheimliche Wesen. Sie kann es jedoch nur entfesseln, über seine Taten kann sie nicht entscheiden. Dies bereitet Lara außerordentliche Schwierigkeiten, an das Fragment in Kasachstan zu gelangen, wo sie gegen das von Amanda entfesselte Wesen kämpfen muss. Sie erlangt das Fragment und begibt sich nach Hause.
Während ihrer Suche findet Lara im Grab von König Arthus eines der Schwertfragmente. Außerdem scheint das Schwert Excalibur der Schlüssel zu einer Art Zwischenwelt, nämlich Avalon, der sagenumwobenen Zuflucht von König Arthus nach seiner Verwundung, zu sein, welche möglicherweise wirklich existiert. Lara findet heraus, dass es womöglich nicht nur ein Schwert Excalibur gibt, sondern dass diese Sage in leicht veränderter Form in vielen Kulturen vermittelt wird.
Ihr Butler Winston erwähnt, dass ihre Mutter eine Brosche trug, die dem Ghalali-Schlüssel außerordentlich ähnlich sah und die sie auf dem Gemälde über dem Kamin im Croft Manor trägt. Diese hat Laras Mutter vor ihrem Tod von ihrem Mann, Richard Croft, auf einer Expedition in Ghana bekommen. Lara fliegt nach Nepal, zum Flugzeug, mit dem sie und ihre Mutter vor vielen Jahren mitten im Himalaya abgestürzt sind. Nachdem sie sich gerade noch aus dem herabstürzenden Wrack auf eine Plattform retten kann, kann sie das Schwert endlich zusammensetzen, der Spiegel, durch den Laras Mutter damals verschwand, ist jedoch nicht mehr zu gebrauchen.
Anschließend kehrt sie nach Bolivien zurück, um zu versuchen, mithilfe des Schwerts den dortigen Spiegel zu benutzen, um zu verstehen was damals mit ihrer Mutter passiert ist. Es stellen sich ihr jedoch bekannte Charaktere in den Weg: Amanda Evert und James W. Rutland haben die Absicht, Lara das Schwert abzunehmen und in die geheime Zwischenwelt Avalon zu gelangen. Nach einem Kampf, der Rutlands Tod zur Folge hat, verwandelt sich Amanda in ihrer Wut selbst in das Monster aus Paraiso. Nach einer kraftraubenden Schlacht gelingt es Lara, Amanda niederzuringen und das Schwert in eine Steinformation zu stecken. Nun erlebt sie die Szene, die sie als Neunjährige mitansehen musste, aus der anderen Perspektive: Sie selbst ist es, die mit ihrer Mutter spricht, die sich auf der anderen Seite des Spiegels in der Vergangenheit befindet und versucht sie davon abzuhalten, das Schwert herauszuziehen. Durch Amandas Intervention zieht sie das Schwert aber dennoch heraus, woraufhin sie verschwindet und der Spiegel zerstört wird.
In ihrer Verzweiflung droht Lara Amanda mit dem Tod, wenn sie ihr nicht sage, wo ihre Mutter ist. Amanda erklärt, dass Laras Mutter nicht tot sei, sondern durch den Spiegel nach Avalon befördert wurde, wo sie jetzt immer noch leben würde. Lara lässt sie daraufhin am Leben. Während sie sich auf den Weg nach Hause macht, beauftragt sie ihren Freund und Helfer Alister ins Britische Museum zu fahren, um alles über die Sage um König Arthus und Avalon herauszufinden. Sie verspricht sich selbst, alles zu versuchen, um ihre Mutter zu retten und ihrem Vater gerecht zu werden, der entgegen allen Einwänden immer glaubte, dass seine Frau noch am Leben ist.

## Spielprinzip und Technik
Nach dem sechsten, nicht sehr erfolgreichen Teil The Angel of Darkness gab Eidos die Entwicklung des siebten Teils anstelle von Core Design in die Hände von Crystal Dynamics, das vor allem durch die Legacy-of-Kain-Serie bekannt geworden war. Die Entwickler entschlossen sich, die etwas veraltete Spielmechanik und Steuerung völlig zu erneuern; hierbei kam die bewährte Technologie aus Legacy of Kain: Defiance zum Einsatz.
Die Level sind nun nicht mehr aus großen, quaderförmigen Blöcken aufgebaut, sondern besitzen bedingt durch die neue Engine deutlich realistischere Ecken, Kurven und Kanten und sind mit mehr Details versehen. Weiterhin stellt die neue Grafik-Engine nun aufwendige Licht- und Partikeleffekte dar, eine Physik-Engine macht sich beispielsweise beim Verschieben von Kisten o. ä. bemerkbar.
Ebenfalls neugestaltet wurde die Spielfigur: Da man eine Lara schaffen wollte, mit der sich Frauen eher identifizieren können, ist sie nun etwas kleiner und besitzt realistischere Proportionen, zeigt jedoch in ihrem bauchfreien Standardkostüm etwas mehr Haut. Ihr traditioneller geflochtener Zopf wurde durch einen offenen Pferdeschwanz ersetzt. Die enorme Sprungkraft aus den früheren Teilen wurde ebenfalls herabgesetzt.
Auch die Steuerung unterscheidet sich deutlich von den Vorgängern; sie ist nun wesentlich flüssiger und direkter. Lara hält sich beim Herabstürzen oft noch rechtzeitig an den Kanten fest, ungenaue Sprünge können durch schnelles Drücken der Aktionstaste noch gerettet werden. Durch diese Maßnahmen wird der Frust, der hierbei in früheren Teilen auftrat, etwas reduziert.
Laras Ausrüstung besteht aus einem Magnethaken, den Standardpistolen, dem persönlichen Lichtsystem (PLS) sowie Laras PDA. Neben den Pistolen kann sie in diesem Teil nur eine zusätzliche Waffe bei sich tragen. Dabei kann zwischen einer Maschinenpistole, einem Sturmgewehr, einem Granatwerfer und einer Schrotflinte ausgewählt werden. Zur Kompensation kann Lara nun Splittergranaten verwenden, von denen sie höchstens vier tragen kann und die vor allem gegen große Gegnergruppen nützlich sind. Ab dem Ende des siebten Levels steht außerdem Excalibur zur Verfügung, ein sehr starkes Schwert, mit dem man Energiewellen abfeuern kann.
Nicht mehr mit den Vorgängern sind auch die Bewegungen und das Kampfsystem zu vergleichen: Bis auf das Sprinten sind nahezu alle Bewegungen aus den Vorgängern möglich. Neben Seitwärts- und Rückwärtssaltos und weiteren Lauf-Sprung-Kombinationen wurde der Fokus auf das Klettern gelegt: Lara kann jetzt an Querstangen schwingen, beim Hangeln eine Ebene nach oben springen und mithilfe des Magnethakens Abgründe überwinden. Dieser spielt überdies immer wieder eine wichtige Rolle, z. B. wenn es darum geht, metallische Plattformen oder Schätze heranzuziehen. Außerdem kann Lara sich nun auch mit gezogenen Waffen im Nahkampf verteidigen, z. B. indem sie menschliche Gegner auf verschiedene Arten tritt oder sie mit einer Grätsche von den Beinen holt. Zudem kann sie Gegner auf höhergelegenen Ebenen mit dem Magnethaken in die Tiefe ziehen.

## Rezeption
Tomb Raider: Legend erhielt positive Bewertungen. Metacritic aggregiert für die PC-Version 31 Rezensionen zu einem Mittelwert von 82.